# آلان برتراند
آلان برتراند هو سياسي فرنسي، ولد في 23 فبراير 1951 في Saint-Juéry, Tarn ‏ في فرنسا، وتوفي في 3 مارس 2020 في ماند في فرنسا. نشط حزبياً في الحزب الاشتراكي.

## مناصب
- انتخب  لترشحه ضمن قائمة ماند، خلال فترته النيابية ‏ (30 مارس 2014 – ).
- انتخب  خلال فترته النيابية ‏.
- انتخب عضو مجلس الشيوخ الفرنسي ‏.
- انتخب المستشار الإقليمي لانغدوك روسيون ‏.
- انتخب Mayor of Mende ‏ (21 مارس 2008 – 10 مايو 2016).